# Fatou Khan
Fatou Khan (auch Fatu oder Fatoo; geb. um 1880 in Njau; gest. um 1940) war eine gambische Politikerin.
Khan gehörte der Ethnie der Wolof an. Sie heiratete 1900 zum ersten Mal, ließ sich aber 1910 scheiden, um J. K. McCallum, nach Maßgabe der Scharia zu heiraten. Dieser war ab 1901 als Travelling Commissioner in die North-Bank-Provinz entsandt worden.  Ihrem Mann brachte sie Wolof bei. Dieser verfasste eine Grammatik und ein Wörterbuch der Sprache, die noch Jahrzehnte später genutzt wurden.
Khan nutzte ihre Position, um vor allem in den Jahren 1910 bis 1918 großen Einfluss in der Provinz geltend zu machen und übernahm selbst, obwohl sie Analphabetin war, viele Funktionen. Sie nutzte die jährlichen Abgaben an Couscous und Reis für eigene Zwecke und schützte ihren Onkel Sawalo Sise, Chief von Upper Saloum, vor den kolonialen Behörden.
Unter ihrem Einfluss soll ihr Mann zwei weitere Frauen geheiratet haben, die beide mit Khan verwandt waren, Fana Kumba Lowe und Fatim Mbowe. 1919 wurde wegen des Vorwurfs, mehrere Affären zu haben, von Gouverneur Edward John Cameron ein Untersuchungsausschuss in Kau-ur eingerichtet. Als Folge wurde McCallum in den Ruhestand versetzt.
Fatou Khan starb um 1940.